# Asia Cup (Badminton)
Der Asia Cup war die Asienmeisterschaft für Herrenteams im Badminton. Er wurde 1997, 1999 und 2001 ausgetragen. Bis 1993 wurden die Mannschaftstitelträger zusammen mit den Einzeltitelträgern bei den Asienmeisterschaften ermittelt. Ab 1994 wurden die Mannschaftswettkämpfe jedoch aus dem Programm der Asienmeisterschaften genommen, so dass der Asia Cup ins Leben gerufen wurde. Nach drei Austragungen hatte der Wettbewerb sich jedoch schon erschöpft.

## Austragungsorte
| Jahr | Nr. | Stadt             | Land       |
| ---- | --- | ----------------- | ---------- |
| 1997 | I   | Jakarta           | Indonesien |
| 1999 | II  | Ho-Chi-Minh-Stadt | Vietnam    |
| 2001 | III | Singapur          | Singapur   |

## Die Sieger und Platzierten
| Saison | Gold                | Silber   | Bronze            |
| ------ | ------------------- | -------- | ----------------- |
| 1997   | Indonesien          | Malaysia | Chinesisch Taipeh |
| 1999   | Indonesien          | Malaysia | Südkorea          |
| 2001   | Volksrepublik China | Südkorea | Indonesien        |